# Gantt (Alabama)
Gantt és una població dels Estats Units a l'estat d'Alabama. Segons el cens del 2000 tenia 241 habitants.

## Demografia
Segons el cens del 2000, Gantt tenia 241 habitants, 101 habitatges, i 62 famílies. La densitat de població era de 145,4 habitants/km².
Dels 101 habitatges en un 31,7% hi vivien nens de menys de 18 anys, en un 45,5% hi vivien parelles casades, en un 11,9% dones solteres, i en un 38,6% no eren unitats familiars. En el 34,7% dels habitatges hi vivien persones soles el 20,8% de les quals corresponia a persones de 65 anys o més que vivien soles. El nombre mitjà de persones vivint en cada habitatge era de 2,39 i el nombre mitjà de persones que vivien en cada família era de 3,11.
Per edats la població es repartia de la següent manera: un 29% tenia menys de 18 anys, un 3,7% entre 18 i 24, un 24,1% entre 25 i 44, un 21,2% de 45 a 60 i un 22% 65 anys o més.
L'edat mediana era de 40 anys. Per cada 100 dones hi havia 95,9 homes. Per cada 100 dones de 18 o més anys hi havia 85,9 homes.
La renda mediana per habitatge era de 25.536 $ i la renda mediana per família de 40.250 $. Els homes tenien una renda mediana de 32.250 $ mentre que les dones 18.750 $. La renda per capita de la població era de 12.850 $. Aproximadament el 15,5% de les famílies i el 19,2% de la població estaven per davall del llindar de pobresa.

## Poblacions més properes
El següent diagrama mostra les poblacions més properes.